# Vamdrup
Vamdrup är en tätort i Koldings kommun i Region Syddanmark i Danmark. Tätorten har 4 896 invånare (2024). Den ligger på Jylland, cirka 14 kilometer sydväst om Kolding. Vamdrup var centralort i Vamdrups kommun fram till kommunreformen 2007.